# Campionati francesi di sci alpino 2017
I Campionati francesi di sci alpino 2017 si sono svolti a Lélex, Tignes e Val Thorens dal 25 marzo al 12 aprile. Il programma ha incluso gare di discesa libera, supergigante, slalom gigante, slalom speciale e combinata, tutte sia maschili sia femminili, ma la discesa libera maschile è stata annullata.
Trattandosi di competizioni valide anche ai fini del punteggio FIS, vi hanno partecipato anche sciatori di altre federazioni, senza che questo consentisse loro di concorrere al titolo nazionale francese.

## Risultati

### Uomini

#### Discesa libera
La gara, originariamente il programma il 27 marzo a Tignes, è stata annullata.

#### Supergigante
| Pos. | Atleta              | Nazione  | Tempo   |
| ---- | ------------------- | -------- | ------- |
| 1    | Adrien Théaux       | Francia  | 1:10,66 |
| 2    | Blaise Giezendanner | Francia  | 1:10,72 |
| 3    | Cyprien Sarrazin    | Francia  | 1:11,10 |
| 4    | Justin Murisier     | Svizzera | 1:11,28 |
| 5    | Matthieu Bailet     | Francia  | 1:11,50 |
| 5    | Mathieu Faivre      | Francia  | 1:11,50 |
| 7    | Rémy Falgoux        | Francia  | 1:11,56 |
| 8    | Nils Alphand        | Francia  | 1:11,71 |
| 9    | David Poisson       | Francia  | 1:11,78 |
| 10   | Marc Oliveras       | Andorra  | 1:11,80 |

Data: 31 marzo

Località: Val Thorens

Ore: 

Pista: 

Partenza: 2 775 m s.l.m.

Arrivo: 2 325 m s.l.m.

Dislivello: 450 m

Tracciatore: Yannick Bertrand

#### Slalom gigante
| Pos. | Atleta                | Nazione | Tempo   |
| ---- | --------------------- | ------- | ------- |
| 1    | Cyprien Sarrazin      | Francia | 1:43,62 |
| 2    | Alexis Pinturault     | Francia | 1:44,06 |
| 3    | Victor Muffat Jeandet | Francia | 1:44,43 |
| 4    | Thibaut Favrot        | Francia | 1:44,52 |
| 5    | Baptiste Alliot-Lugaz | Francia | 1:44,80 |
| 6    | Mathieu Faivre        | Francia | 1:44,86 |
| 7    | Matthieu Bailet       | Francia | 1:44,89 |
| 8    | Greg Galeotti         | Francia | 1:44,95 |
| 9    | Joan Verdú            | Andorra | 1:44,98 |
| 10   | Victor Guillot        | Francia | 1:45,02 |

Data: 25 marzo

Località: Lélex

1ª manche:

Ore: 9.00 (UTC+1)

Pista: 

Partenza: 1 650 m s.l.m.

Arrivo: 1 400 m s.l.m.

Dislivello: 250 m

Tracciatore: Fabien Munier
2ª manche:

Ore: 11.00 (UTC+1)

Pista: 

Partenza: 1 650 m s.l.m.

Arrivo: 1 400 m s.l.m.

Dislivello: 250 m

Tracciatore: Christophe Saioni

#### Slalom speciale
| Pos. | Atleta                | Nazione | Tempo   |
| ---- | --------------------- | ------- | ------- |
| 1    | Clément Noël          | Francia | 1:36,08 |
| 2    | Victor Muffat Jeandet | Francia | 1:36,18 |
| 3    | Jean-Baptiste Grange  | Francia | 1:36,75 |
| 4    | Julien Lizeroux       | Francia | 1:37,21 |
| 5    | Simon Piolaine        | Francia | 1:38,17 |
| 6    | Thibaut Favrot        | Francia | 1:38,22 |
| 7    | Joan Verdú            | Andorra | 1:38,37 |
| 8    | Axel Esteve           | Andorra | 1:38,92 |
| 9    | Evan Klufts           | Francia | 1:39,28 |
| 10   | Léo Anguenot          | Francia | 1:40,07 |

Data: 25 marzo

Località: Lélex

1ª manche:

Ore: 10.00 (UTC+1)

Pista: 

Partenza: 1 650 m s.l.m.

Arrivo: 1 450 m s.l.m.

Dislivello: 200 m

Tracciatore: Claude Crétier
2ª manche:

Ore: 13.00 (UTC+1)

Pista: 

Partenza: 1 650 m s.l.m.

Arrivo: 1 450 m s.l.m.

Dislivello: 200 m

Tracciatore: Didier Mollier

#### Combinata
| Pos. | Atleta                | Nazione  | Tempo   |
| ---- | --------------------- | -------- | ------- |
| 1    | Victor Muffat Jeandet | Francia  | 1:52,40 |
| 2    | Cyprien Sarrazin      | Francia  | 1:52,89 |
| 3    | Maxime Rizzo          | Francia  | 1:53,49 |
| 4    | Loïc Meillard         | Svizzera | 1:53,76 |
| 5    | Blaise Giezendanner   | Francia  | 1:53,92 |
| 6    | Baptiste Alliot-Lugaz | Francia  | 1:53,95 |
| 7    | Joan Verdú            | Andorra  | 1:54,08 |
| 8    | Adrien Théaux         | Francia  | 1:54,10 |
| 9    | Mathieu Faivre        | Francia  | 1:54,29 |
| 10   | Paul Perrier          | Francia  | 1:54,60 |

Data: 30 marzo

Località: Val Thorens

1ª manche:

Ore: 

Pista: 

Partenza: 2 775 m s.l.m.

Arrivo: 2 325 m s.l.m.

Dislivello: 450 m

Tracciatore: Cyril Vieux
2ª manche:

Ore: 

Pista: 

Partenza: 

Arrivo: 

Dislivello: 

Tracciatore: Jeff Piccard

### Donne

#### Discesa libera
| Pos. | Atleta            | Nazione | Tempo   |
| ---- | ----------------- | ------- | ------- |
| 1    | Tiffany Gauthier  | Francia | 1:14,11 |
| 2    | Romane Miradoli   | Francia | 1:14,30 |
| 3    | Alexandra Coletti | Monaco  | 1:14,95 |
| 4    | Laura Gauché      | Francia | 1:15,28 |
| 5    | Jennifer Piot     | Francia | 1:15,45 |
| 6    | Esther Paslier    | Francia | 1:15,77 |
| 7    | Noémie Larrouy    | Francia | 1:16,07 |
| 8    | Doriane Gravier   | Francia | 1:16,33 |
| 9    | Madeleine Chirat  | Francia | 1:16,64 |
| 10   | Charlène Magnin   | Francia | 1:16,70 |

Data: 10 aprile

Località: Tignes

Ore: 

Pista: 

Partenza: 2 662 m s.l.m.

Arrivo: 2 105 m s.l.m.

Dislivello: 557 m

Tracciatore: Cyril Nocenti

#### Supergigante
| Pos. | Atleta              | Nazione  | Tempo   |
| ---- | ------------------- | -------- | ------- |
| 1    | Tessa Worley        | Francia  | 1:13,40 |
| 2    | Tiffany Gauthier    | Francia  | 1:13,68 |
| 3    | Marie Massios       | Francia  | 1:13,84 |
| 3    | Romane Miradoli     | Francia  | 1:13,84 |
| 5    | Rahel Kopp          | Svizzera | 1:13,92 |
| 6    | Jasmina Suter       | Svizzera | 1:13,95 |
| 7    | Laura Gauché        | Francia  | 1:14,11 |
| 8    | Anne-Sophie Barthet | Francia  | 1:14,25 |
| 8    | Nicole Good         | Svizzera | 1:14,25 |
| 10   | Noémie Kolly        | Svizzera | 1:14,51 |

Data: 29 marzo

Località: Val Thorens

Ore: 

Pista: 

Partenza: 2 730 m s.l.m.

Arrivo: 2 325 m s.l.m.

Dislivello: 405 m

Tracciatore: Pierre-Yves Albrieux

#### Slalom gigante
| Pos. | Atleta               | Nazione | Tempo   |
| ---- | -------------------- | ------- | ------- |
| 1    | Tessa Worley         | Francia | 1:44,76 |
| 2    | Jade Grillet-Aubert  | Francia | 1:45,81 |
| 3    | Romane Miradoli      | Francia | 1:45,85 |
| 4    | Adeline Baud         | Francia | 1:45,98 |
| 5    | Tifany Roux          | Francia | 1:46,10 |
| 6    | Doriane Escané       | Francia | 1:46,74 |
| 7    | Léa Chapuis          | Francia | 1:46,80 |
| 8    | Karen Smadja-Clément | Francia | 1:47,30 |
| 9    | Laura Gauché         | Francia | 1:47,36 |
| 10   | Victoria Bianchini   | Francia | 1:47,37 |

Data: 27 marzo

Località: Lélex

1ª manche:

Ore: 8.30 (UTC+1)

Pista: 

Partenza: 1 650 m s.l.m.

Arrivo: 1 400 m s.l.m.

Dislivello: 250 m

Tracciatore: Joël Chenal
2ª manche:

Ore: 11.30 (UTC+1)

Pista: 

Partenza: 1 650 m s.l.m.

Arrivo: 1 400 m s.l.m.

Dislivello: 250 m

Tracciatore: Patrick Guillot

#### Slalom speciale
| Pos. | Atleta               | Nazione     | Tempo   |
| ---- | -------------------- | ----------- | ------- |
| 1    | Adeline Baud         | Francia     | 1:33,30 |
| 2    | Anne-Sophie Barthet  | Francia     | 1:34,36 |
| 3    | Laurie Mougel        | Francia     | 1:34,82 |
| 4    | Alex Tilley          | Regno Unito | 1:35,29 |
| 5    | Tifany Roux          | Francia     | 1:35,98 |
| 6    | Kim Vanreusel        | Belgio      | 1:36,13 |
| 7    | Charlène Magnin      | Francia     | 1:36,89 |
| 8    | Karen Smadja-Clément | Francia     | 1:37,27 |
| 9    | Tessa Worley         | Francia     | 1:37,37 |
| 10   | Sixtine Piccard      | Francia     | 1:37,39 |

Data: 26 marzo

Località: Lélex

1ª manche:

Ore: 8.30 (UTC+1)

Pista: 

Partenza: 1 650 m s.l.m.

Arrivo: 1 450 m s.l.m.

Dislivello: 200 m

Tracciatore: Romain Velez
2ª manche:

Ore: 11.30 (UTC+1)

Pista: 

Partenza: 1 650 m s.l.m.

Arrivo: 1 450 m s.l.m.

Dislivello: 200 m

Tracciatore: Alexandre Bourgeois

#### Combinata
| Pos. | Atleta              | Nazione  | Tempo   |
| ---- | ------------------- | -------- | ------- |
| 1    | Adeline Baud        | Francia  | 1:57,05 |
| 2    | Anne-Sophie Barthet | Francia  | 1:57,11 |
| 3    | Romane Miradoli     | Francia  | 1:57,37 |
| 4    | Nicole Good         | Svizzera | 1:58,19 |
| 5    | Rahel Kopp          | Svizzera | 1:58,32 |
| 6    | Jasmina Suter       | Svizzera | 1:59,11 |
| 7    | Esther Paslier      | Francia  | 1:59,26 |
| 8    | Kim Vanreusel       | Belgio   | 1:59,56 |
| 9    | Charlène Magnin     | Francia  | 1:59,81 |
| 10   | Nathalie Gröbli     | Svizzera | 2:00,12 |

Data: 28 marzo

Località: Val Thorens

1ª manche:

Ore: 

Pista: 

Partenza: 2 730 m s.l.m.

Arrivo: 2 325 m s.l.m.

Dislivello: 405 m

Tracciatore: Pierre-Yves Albrieux
2ª manche:

Ore: 

Pista: 

Partenza: 

Arrivo: 

Dislivello: 

Tracciatore: Jean-Noël Martin